# Teorema d'Earnshaw
El Teorema d'Earnshaw estableix que un conjunt de càrregues puntuals no es pot mantenir en un estat d'equilibri mecànic estacionari exclusivament per la interacció electroestàtica de les càrregues. Aquest teorema va ser provat per primera vegada pel matemàtic britànic Samuel Earnshaw el 1842. En general fa referència als camps magnètics però, originalment, es va aplicar als camps electroestàtics. S'aplica a les forces de la llei de la inversa del quadrat (forces elèctrica i gravitacional) i, també, a les forces de camp magnètic de materials magnètics i paramagnètics o qualsevol combinació d'aquests (però no als materials diamagnètics).

## Explicació
Informalment, el cas d'una càrrega puntual en un camp elèctric estàtic arbitrari és una simple conseqüència de la llei de Gauss. Per a una partícula que està en un equilibri estable, les petites pertorbacions sobre la partícula en qualsevol direcció no han de trencar l'equilibri, la partícula ha de "caure" a la seva posició d'equilibri anterior. Això significa que les línies de camp de força al voltant de la posició d'equilibri de la partícula han d'anar cap a l'interior, cap a aquesta posició. Si totes les línies de camp apunten cap al punt d'equilibri, llavors la divergència del camp en aquest punt ha de ser negativa (és a dir, que actua com a embornal de punt). No obstant això, la Llei de Gauss diu que la divergència d'un camp de qualsevol força elèctrica possible és zero en l'espai lliure. En notació matemàtica, una força elèctrica {\displaystyle {\vec {F}}({\vec {r}})} que es deriva d'un potencial {\displaystyle U({\vec {r}})} és sempre divergent (Equació de Laplace):
{\displaystyle \nabla \cdot \mathbf {F} =\nabla \cdot (-\nabla U)=-\nabla ^{2}U=0.\,}
Per tant, no hi ha mínim o màxim local del potencial del camp en l'espai lliure, només punts de sella. Un equilibri estable de la partícula no pot existir i ha d'haver-hi una inestabilitat en almenys una direcció.